# Дон Хуан де Калабасас (Кливленд)
«Портрет шута Хуана Калабасаса (Калабасильяса)»  (исп. Retrato de buffon Juan Calabazas (Calabacillas)) — картина из знаменитого цикла портретов шутов испанского живописца Диего Веласкеса.
Единственный из «Шутов» Веласкеса вне стен Прадо. Однако принадлежность картины кисти Веласкеса давно находится под вопросом, а некоторые эксперты вообще отводят его авторство.

## Описание

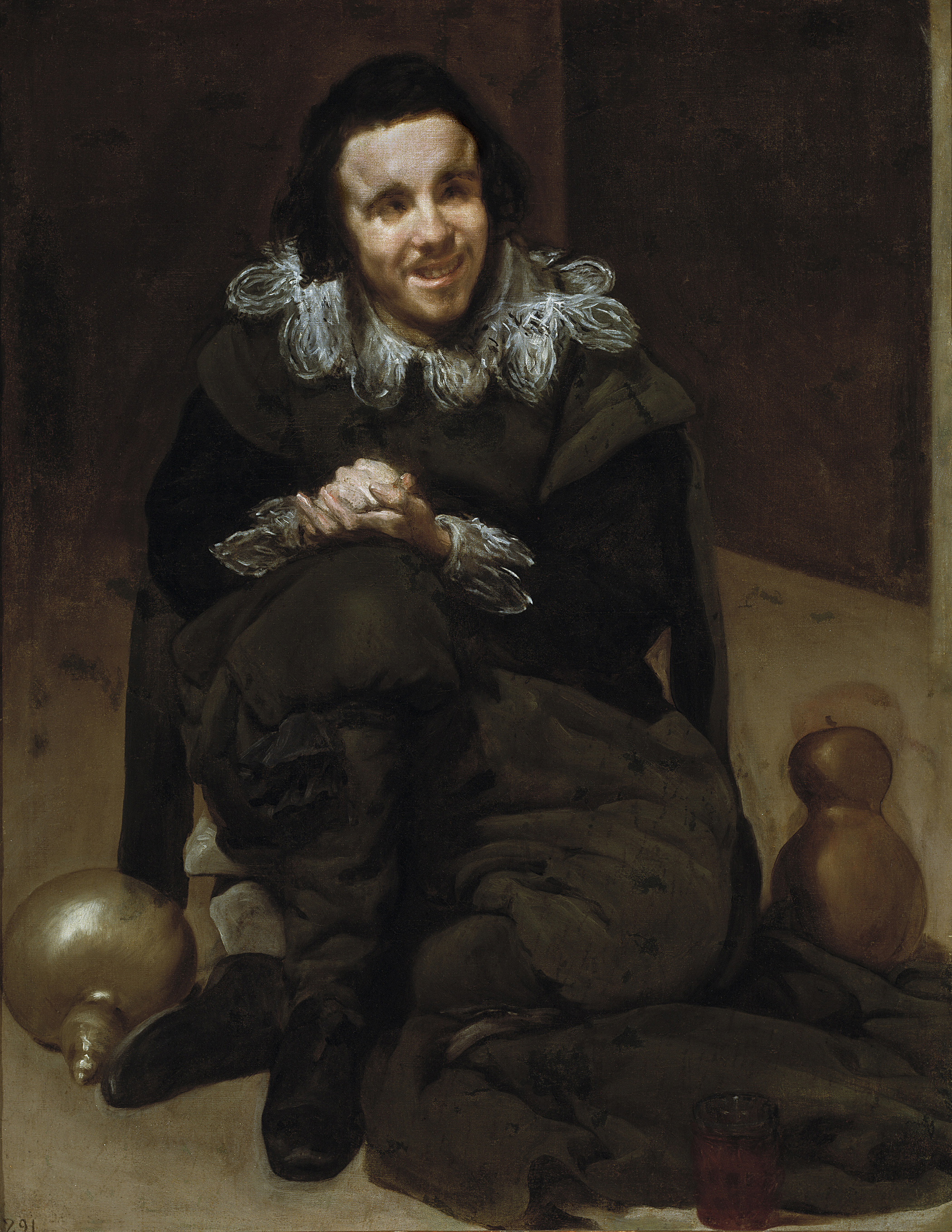
Дон Хуан де Калабасас (Прадо)

Изображён, как считается, придворный королевский шут Хуан де Карденас (исп. Juan de Cardenas) по прозвищу Калабасас («тыквы»; исп. Juan de Calabazas) или же Калабасильяс («тыковки»; исп. Calabacillas) или «Дурак из Кории» (исп. Bobo de Coria) или «Косой» (исп. Bizco). Существует одноимённая картина из Прадо, изображающая, как считается, того же шута; третий его портрет кисти того же художника из коллекции маркиза Леганеса утерян.
Согласно Морено Вилья, служба Хуана Калабасаса (или же Калабасильяса) была задокументирована в мадридском королевском Алькасаре с 1630 года до своей смерти в октябре 1639. До 1632 он был на службе у кардинала-инфанта дона Фернандо, затем у короля Филиппа II. До поступления на королевскую службу он служил во дворце герцогов Альба в Кории. Одноимённый шут есть у Кальдерона в пьесе «Дом с двумя дверьми трудно устеречь», 1629.
Шут изображён в полный рост, он одет в чёрный костюм по испанской моде на фоне дворцового интерьера (пилястры) и стула. В руках у него — миниатюрный портрет женщины и палка с ловушкой для ветра. Эта игрушка является атрибутом Глупости (ср. ветряные мельницы Дон Кихота).

## Характеристика

### Вопрос авторства
Идентификация модели портрета основывается на письменных источниках, свидетельствующих о существовании подобного портрета шута Калабасаса кисти Веласкеса. Текст инвентория 1701 года дворца Буэн Ретиро гласит: «другой портрет того же размера и качества, представляющий Калабасильяса с миниатюрой в одной руке и письмом (billete) в другом, стоимостью в 20 дублонов». Почти дословно это описание под № 614 повторено в инвентории от 1716 года в того же дворца. Инвенторий 1789 года даёт новую нумерацию под № 178, с описанием картины, которое не подходит к любым упомянутым ранее портретам в испанских королевских коллекциях или ещё где-либо: «другая картина, портрет шута Веласкильо, 2 varas с половиной в высоту и 1 vara и треть в ширину». В руках, судя по описанию, он держит не billete, а reguilete. Имя шута было записано ошибочно, мутировав из имени художника. Но эта опись вскоре была выверена по записям 1701 и 1716 гг., а также сверена с самими картинами, в результате чего появилось дополнение «другая картина Веласкеса, портрет Веласкильо, шута, которого старый инвенторий зовёт Калабасильясом, держащим миниатюру и [вертушку] в руках, примерно 209 х 111 см». Опись 1794 года повторяет прежние тексты, не забывая имя художника Веласкеса, с сокращениями и, поскольку в этом списке указаны также принадлежащие дворцу, но вывезенные из него, особо подчёркивает, что данный портрет все ещё находится в его стенах. В меморандуме 1803 года картина Веласкеса входит в список 18 полотен, отданных Маэлье на реставрацию без точных сроков. Портрет записан как возвращённый обратно во дворец 5 июля 1808 года, когда армии Наполеона расположились в его стенах. Очевидно, он был похищен кем-то из французов в годы войны. В 1866 году он фигурирует как собственность герцога Персиньи (1808—72) на выставке «Exposition retrospective» в Париже.
Основываясь на этих описаниях, Лопес-Рей, не задумываясь, относит картину к кисти Веласкеса, тем более, что реставрация, которая могла быть сделана Маэльей, на картине действительно присутствует. Малопонятное слово reguilete из описи 1789 года он читает как «вертушка», что идеально подходит существующему портрету. Эта игрушка, по его словам, известна в Испании под множеством названий (rehilandera, rehilete, molino de papel). С авторством Веласкеса согласны Панторба, Гудиоль и Барди.
Однако многие другие эксперты сомневаются в авторстве самого Веласкеса. Среди первых, кто усомнился в авторстве — Понц, описавший её, как написанную "в манере Веласкеса. Трапье отводит авторство, указывая, что описание в инвентории Буэн Ретиро 1701 года не совпадает с кливлендской картиной, так как тут он держит не «письмо/бумагу» (billete), а «вертушку из бумаги»; а хотя наличие миниатюры совпадает, он считает её позднейшим добавлением, «судя по костюму». Кроме того, rehilete, согласно словарю Королевской академии (1970) — не «бумажная ловушка для ветра/мельница», а «дротик; бандерилья тореадора; небольшая деревяшка с перьями для кидания в воздух (волан)»; а имя «Веласкильо» — не описка, а могло принадлежать реальному шуту по имени Кристобаль Веласкес, также служившему во дворце и известному по документам 1637 года. Штейнберг думает, что картину мог написать Алонсо Кано. Моффитт также отводит авторство и указывает, что композиция картины основана на гравюре в «Иконологии» Чезаре Рипа (Падуя, 1630), изображающей фигуру Безумия, что — по его мнению, противоречит индивидуализированному и вдумчивому подходу Веласкеса к картинам этого цикла. Браун также не верит в авторство: «…на мой взгляд, картина — другого мастера. Художником не может быть Алонсо Кано, которого не было в Мадриде до 1638 года, если, конечно, это не копия, сделанная Кано с картины Веласкеса или другого мастера».
К началу XXI века сомнение в авторстве остаётся официальным мнением специалистов по Веласкесу. Кроме того, отмечается, что модель кливлендского портрета не похожа на модель эталонного портрета шута Калабасильяса из Прадо: хотя оба они косят, черты лица их не сходны и человек с обсуждаемого портрета явно моложе. Кливлендский музей настаивает на прежней атрибуции.

### Дата

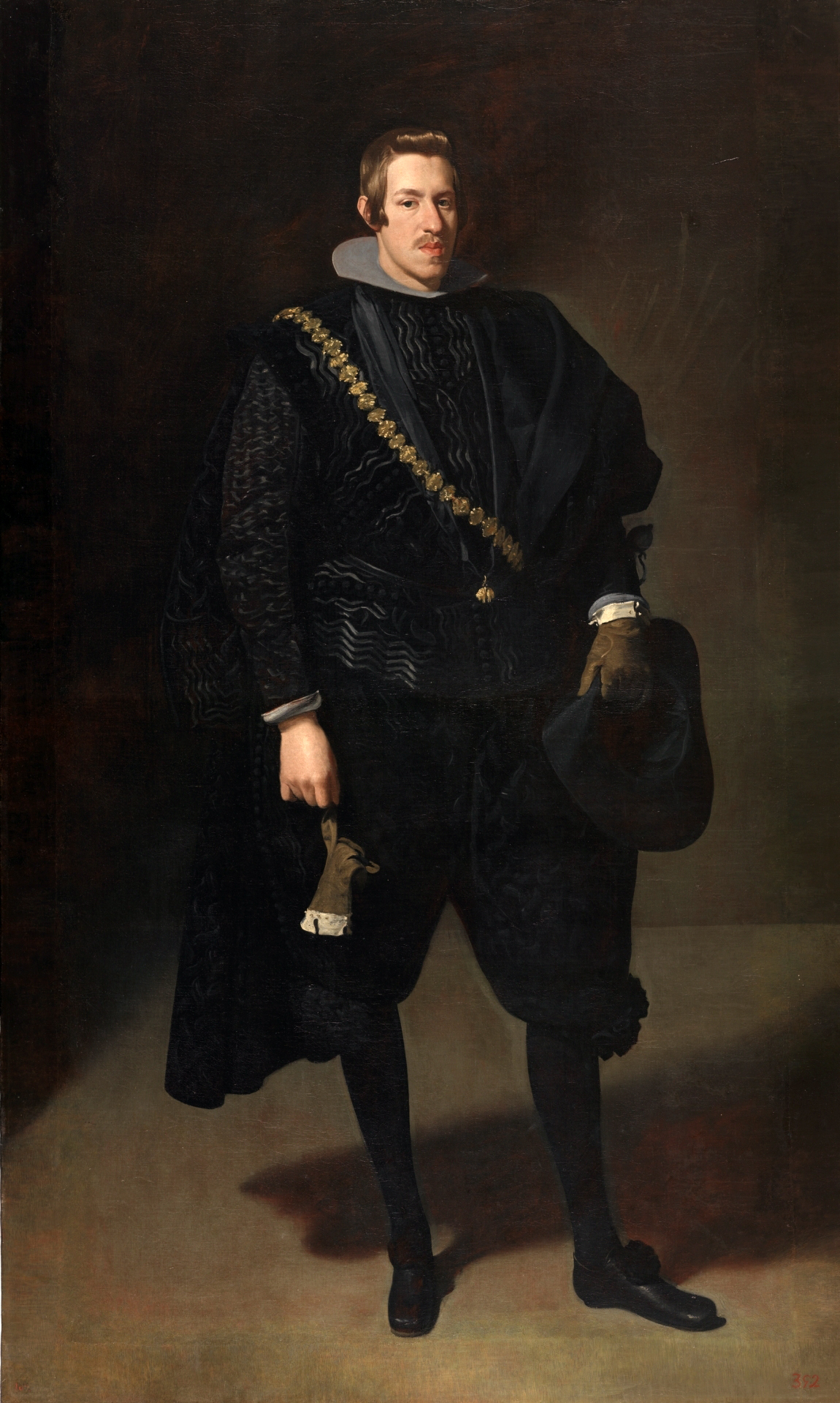
«Портрет инфанта дона Карлоса Австрийского», около 1626—1628 (Прадо)

Портрет датируется по-разному: Майер — 1627 годом; Беруэте — 1631, Гудиоль — 1633. Панторба считает, что это самый ранний из шутовской серии.
К середине 1620-х годов его относят благодаря сходству с «Портретом инфанта дона Карлоса» и другим «серым портретам» Веласкеса, а к 1634 году — из-за возможного расположения в Буэн Ретиро рядом с шутовскими портретами «Пабло де Вальядолид» и «Кристобаль де Кастанеда», а также благодаря сведениям, что Калабасас поступил на службу в 1632 году. Камон Азнар считает, что она написана примерно после возвращения мастера из Италии и предлагает 1632 год.
Лопес-Рей считает, что картина написана приблизительно в то же время, что и «Вакх», то есть в 1628—29 гг., и до первого итальянского путешествия Веласкеса. Он предполагает, что хотя первое документальное упоминание о шуте при дворе относится к 1630 году, он, безусловно, бывал там раньше, прежде был принят в штат на постоянной основе. По его мнению, портрет был перевезён в Буэн Ретиро из Алькасара или другой королевской резиденции около 1635 года.

### Состояние
Правый глаз шута был переписан, видимо, Мариано Сальвадором Маэльей (1739—1819), известным придворным живописцем, в начале XIX века, возможно, чтобы поправить его некрасивое косоглазие более благообразным. Запись была убрана в музее в 1965 году, когда полотно было расчищено и отреставрированы мелкие утраты (в основном — на фоне и правой руке модели).

### Провенанс
- Мадрид, дворец Буэн Ретиро (инвенторий 1701, 1716, 19 июля 1789, 7 сентября 1789, 1794, 1808; 5 мая 1794, 24 мая 1803, 5 июля 1808);
- Париж, герцог Персиньи (выставка 1866, торги 4 апреля 1872, 750 франков);
- Париж, Шато Канже (Тюрень), Морис Коттье (1872 — ок. 1888);
- Лондон и Брайтон, сэр Джордж Дональдсон (1906, продал 1915);
- Ричмонд, сэр Герберт Гук, баронет (с 1910-х);
- Ле Куа, Ла От, о-в Джерси, сэр Фрэнсис Кук (с 1956);
- Лондон, Christie’s, 19 марта 1965, лот № 104, куплено Agnew and Sons за 170 000 гиней (ок. 499 800 $);
- Кливленд, Кливлендский музей искусств, дар Леонарда К. Ханна Мл. Инв. 65.15